# کارلو آنسرمینو
کارلو آنسرمینو (انگلیسی: Carlo Ansermino؛ زادهٔ) بازیکن فوتبال اهل ایتالیا است.
از باشگاه‌هایی که در آن بازی کرده‌است می‌توان به باشگاه فوتبال یوونتوس و باشگاه فوتبال آلساندریا اشاره کرد.